# سونی اریکسون کا۷۵۰
سونی اریکسون کا۷۵۰(به انگلیسی: Sony Ericsson K750i) یک گوشی ساخت شرکت سونی‌اریکسون و از سری کا است که در سال ۲۰۰۵ به بازار آمد.

## قیمت
در بریتانیا ۷۹ پوند و در استرالیا بین ۱۰۰ تا ۲۰۰ دلار بوده است.